# Trường Tin lành ở Kežmarok
Trường Tin lành ở Kežmarok (tiếng Slovakia: Evanjelické lýceum v Kežmarok), hiện nay là Thư viện Lyceal, là một tòa nhà được xây dựng theo phong cách kiến trúc Baroque, tọa lạc trên phố Hviezdoslavova, thành phố Kežmarok, vùng Prešov, Slovakia. Vào ngày 4 tháng 12 năm 1981, trường Tin lành ở Kežmarok được ghi danh vào Danh sách Di tích Trung ương theo quyết định của Bộ Văn hóa Cộng hòa Slovakia. Năm 1970, theo Nghị quyết của Chủ tịch Hội đồng Quốc gia Slovakia, ngôi trường này được công nhận là di tích văn hóa quốc gia.

## Lịch sử
Tòa nhà đầu tiên của trường Tin lành ở Kežmarok là một tòa nhà một tầng bằng gỗ, được xây dựng vào năm 1531. Năm năm sau, một tòa nhà bằng đá được dựng lên thay thế tòa nhà cũ. Trường Tin lành bằng đá hiện tại được xây dựng từ năm 1774 đến năm 1776. Tuy nhiên, tòa nhà chỉ có được diện mạo như hiện nay sau khi trường xây thêm tầng một và tầng hai vào các năm 1820 và 1865.
Từ năm 1852, ngôn ngữ giảng dạy chính trong trường Tin lành ở Kežmarok là tiếng Đức, và từ năm 1927, nhà trường mở thêm các lớp học song song tiếng Slovakia.